# Mergus
Mergus – rodzaj ptaków z podrodziny kaczek (Anatinae) w obrębie rodziny kaczkowatych (Anatidae).

## Rozmieszczenie geograficzne
Rodzaj obejmuje gatunki występujące w Ameryce Północnej i Południowej oraz Eurazji.

## Morfologia
Długość ciała 49–72 cm, rozpiętość skrzydeł 70–97 cm; masa ciała samców 700–2100 g, samic 600–1700 g.

## Systematyka
Rodzaj zdefiniował w 1758 roku szwedzki przyrodnik Karol Linneusz w 10. wydaniu Systema Naturae, publikacji własnego autorstwa poświęconej systematyce zwierząt. Gatunkiem typowym jest (późniejsze oznaczenie) szlachar (M. serrator).

### Etymologia
- Mergus: łac. mergus ‘rodzaj ptaka wodnego’, dalej niezidentyfikowanego, wspomnianego przez Pliniusza, Terencjusza Warrona i poetę Horacego, od mergere ‘zanurzyć się’[11].
- Merganser: średniowiecznołac. Merganser ‘nurogęś’, od łac. mergus ‘rodzaj ptaka wodnego’, od mergere to ‘zanurzyć się’; anser, anseris ‘gęś’ (por. epitet gatunkowy Mergus merganser Linnaeus, 1758)[12]. Gatunek typowy (linneuszowska tautonimia): Mergus merganser Linnaeus, 1758.
- Serrator: epitet gatunkowy Mergus serrator Linnaeus, 1758[13]; średniowiecznołac. serrator, serratoris ‘pilarz’, od łac. serra ‘piła’[13].
- Prister: gr. πριστηρ pristēr, πριστηρος pristēros ‘tracz’, od πριω priō ‘piłować’[14]. Gatunek typowy (oznaczenie monotypowe): Anas brasiliensis J.F. Gmelin, 1789 (= Mergus octosetaceus Vieillot, 1817).
- Prionochilus: gr. πριων priōn, πριονος prionos ‘piła’; χειλος kheilos ‘warga’[15]. Gatunek typowy (oznaczenie monotypowe): Prionochilus brasiliensis Bertoni, 1901 (= Mergus octosetaceus Vieillot, 1817).
- Promergus: gr. προ pro ‘wcześniej, pokrewny’; rodzaj Mergus Linnaeus, 1758[16]. Gatunek typowy (oryginalne oznaczenie): Mergus australis Hombron & Jacquinot, 1841.

### Podział systematyczny
Do rodzaju należą następujące gatunki:
- Mergus serrator Linnaeus, 1758 – szlachar
- Mergus squamatus Gould, 1864 – tracz chiński
- Mergus octosetaceus Vieillot, 1817 – tracz brazylijski
- Mergus merganser Linnaeus, 1758 – nurogęś
- Mergus australis Hombron & Jacquinot, 1841 – tracz nowozelandzki – takson wymarły ok. 1902 roku[18]